# Panduman (Jelbuk)
Panduman is een bestuurslaag in het regentschap Jember van de provincie Oost-Java, Indonesië. Panduman telt 6765 inwoners (volkstelling 2010).